# 1988-as labdarúgó-Európa-bajnokság (keretek)
Ez a szócikk tartalmazza az 1988-as labdarúgó-Európa-bajnokságon részt vevő csapatok által nevezett játékosok listáját. Minden csapatnak húsz játékosból állt.
A játékosok életkora az Eb első napjának, azaz 1988. június 10-i állapotnak megfelelőek.

## A csoport

### NSZK
Szövetségi kapitány: Franz Beckenbauer
| Szám | Poszt | Név               | Születési dátum (Kor)          | Vál. | Klub              |
| ---- | ----- | ----------------- | ------------------------------ | ---- | ----------------- |
| 1    | K     | Eike Immel        | 1960. november 27. (27 évesen) |      | Stuttgart         |
| 2    | V     | Guido Buchwald    | 1961. január 24. (27 évesen)   |      | Stuttgart         |
| 3    | V     | Andreas Brehme    | 1960. november 9. (27 évesen)  |      | Bayern München    |
| 4    | V     | Jürgen Kohler     | 1965. október 6. (22 évesen)   |      | Köln              |
| 5    | V     | Matthias Herget   | 1955. november 14. (32 évesen) |      | Uerdingen         |
| 6    | V     | Ulrich Borowka    | 1962. május 19. (26 évesen)    |      | Werder Bremen     |
| 7    | KP    | Pierre Littbarski | 1960. április 16. (28 évesen)  |      | Köln              |
| 8    | KP    | Lothar Matthäus   | 1961. március 21. (27 évesen)  |      | Bayern München    |
| 9    | CS    | Rudi Völler       | 1960. április 13. (28 évesen)  |      | Roma              |
| 10   | KP    | Olaf Thon         | 1966. május 1. (22 évesen)     |      | Schalke 04        |
| 11   | CS    | Frank Mill        | 1958. július 23. (29 évesen)   |      | Borussia Dortmund |
| 12   | K     | Bodo Illgner      | 1967. április 7. (21 évesen)   |      | Köln              |
| 13   | KP    | Wolfram Wuttke    | 1961. november 17. (26 évesen) |      | Kaiserslautern    |
| 14   | V     | Thomas Berthold   | 1964. november 12. (23 évesen) |      | Verona            |
| 15   | V     | Hans Pflügler     | 1960. március 27. (28 évesen)  |      | Bayern München    |
| 16   | CS    | Dieter Eckstein   | 1964. március 12. (24 évesen)  |      | Nürnberg          |
| 17   | KP    | Hans Dorfner      | 1965. július 3. (22 évesen)    |      | Bayern München    |
| 18   | CS    | Jürgen Klinsmann  | 1964. július 30. (23 évesen)   |      | Stuttgart         |
| 19   | V     | Gunnar Sauer      | 1964. június 11. (23 évesen)   |      | Werder Bremen     |
| 20   | KP    | Wolfgang Rolff    | 1959. december 26. (28 évesen) |      | Leverkusen        |

### Olaszország
Szövetségi kapitány: Azeglio Vicini
| Szám | Poszt | Név                  | Születési dátum (Kor)           | Vál. | Klub           |
| ---- | ----- | -------------------- | ------------------------------- | ---- | -------------- |
| 1    | K     | Walter Zenga         | 1960. április 28. (28 évesen)   |      | Internazionale |
| 2    | V     | Franco Baresi        | 1960. május 8. (28 évesen)      |      | Milan          |
| 3    | V     | Giuseppe Bergomi     | 1963. december 22. (24 évesen)  |      | Internazionale |
| 4    | V     | Roberto Cravero      | 1964. január 3. (24 évesen)     |      | Torino         |
| 5    | V     | Ciro Ferrara         | 1967. február 11. (21 évesen)   |      | Napoli         |
| 6    | V     | Riccardo Ferri       | 1963. augusztus 20. (24 évesen) |      | Internazionale |
| 7    | V     | Giovanni Francini    | 1963. augusztus 3. (24 évesen)  |      | Napoli         |
| 8    | V     | Paolo Maldini        | 1968. június 26. (19 évesen)    |      | Milan          |
| 9    | KP    | Carlo Ancelotti      | 1959. június 10. (29 évesen)    |      | Milan          |
| 10   | V     | Luigi De Agostini    | 1963. április 7. (25 évesen)    |      | Juventus       |
| 11   | KP    | Fernando De Napoli   | 1964. március 15. (24 évesen)   |      | Napoli         |
| 12   | K     | Stefano Tacconi      | 1957. május 13. (31 évesen)     |      | Juventus       |
| 13   | KP    | Luca Fusi            | 1963. június 7. (25 évesen)     |      | Sampdoria      |
| 14   | KP    | Giuseppe Giannini    | 1964. augusztus 20. (23 évesen) |      | Roma           |
| 15   | V     | Francesco Romano     | 1960. április 25. (28 évesen)   |      | Napoli         |
| 16   | CS    | Alessandro Altobelli | 1955. november 28. (32 évesen)  |      | Internazionale |
| 17   | KP    | Roberto Donadoni     | 1963. szeptember 9. (24 évesen) |      | Milan          |
| 18   | CS    | Roberto Mancini      | 1964. november 27. (23 évesen)  |      | Sampdoria      |
| 19   | CS    | Ruggiero Rizzitelli  | 1967. szeptember 2. (20 évesen) |      | Cesena         |
| 20   | CS    | Gianluca Vialli      | 1964. július 9. (23 évesen)     |      | Sampdoria      |

### Spanyolország
Szövetségi kapitány: Miguel Muñoz
| Szám | Poszt | Név                     | Születési dátum (Kor)           | Vál. | Klub            |
| ---- | ----- | ----------------------- | ------------------------------- | ---- | --------------- |
| 1    | K     | Luis Arconada           | 1954. június 26. (29 évesen)    |      | Real Sociedad   |
| 2    | V     | Santiago Urquiaga       | 1958. április 18. (26 évesen)   |      | Athletic Bilbao |
| 3    | V     | José Antonio Camacho    | 1955. június 8. (29 évesen)     |      | Real Madrid     |
| 4    | V     | Antonio Maceda          | 1957. május 16. (27 évesen)     |      | Sporting Gijón  |
| 5    | V     | Andoni Goikoetxea       | 1956. május 23. (28 évesen)     |      | Athletic Bilbao |
| 6    | V     | Rafael Gordillo         | 1957. február 24. (27 évesen)   |      | Real Betis      |
| 7    | KP    | Juan Antonio Señor      | 1958. augusztus 26. (25 évesen) |      | Real Zaragoza   |
| 8    | KP    | Víctor Muñoz            | 1958. március 15. (26 évesen)   |      | Barcelona       |
| 9    | CS    | Santillana              | 1952. augusztus 23. (31 évesen) |      | Real Madrid     |
| 10   | KP    | Ricardo Gallego         | 1959. február 8. (25 évesen)    |      | Real Madrid     |
| 11   | CS    | Francisco José Carrasco | 1959. március 6. (25 évesen)    |      | Barcelona       |
| 12   | V     | Salvador García         | 1961. március 4. (23 évesen)    |      | Real Zaragoza   |
| 13   | K     | Francisco Buyo          | 1958. január 13. (26 évesen)    |      | Sevilla         |
| 14   | V     | Julio Alberto Moreno    | 1958. október 7. (25 évesen)    |      | Barcelona       |
| 15   | KP    | Roberto Fernández       | 1962. július 5. (21 évesen)     |      | Valencia        |
| 16   | KP    | Francisco López         | 1962. november 1. (21 évesen)   |      | Sevilla         |
| 17   | CS    | Marcos Alonso           | 1959. október 1. (24 évesen)    |      | Barcelona       |
| 18   | CS    | Emilio Butragueño       | 1963. július 22. (20 évesen)    |      | Real Madrid     |
| 19   | CS    | Manuel Sarabia          | 1957. január 9. (27 évesen)     |      | Athletic Bilbao |
| 20   | K     | Andoni Zubizarreta      | 1961. október 23. (22 évesen)   |      | Athletic Bilbao |

### Dánia
Szövetségi kapitány: Sepp Piontek
| Szám | Poszt | Név                  | Születési dátum (Kor)            | Vál. | Klub              |
| ---- | ----- | -------------------- | -------------------------------- | ---- | ----------------- |
| 1    | K     | Troels Rasmussen     | 1961. április 7. (27 évesen)     |      | Aarhus            |
| 2    | V     | John Sivebæk         | 1961. október 25. (26 évesen)    |      | Saint-Étienne     |
| 3    | V     | Søren Busk           | 1953. április 10. (35 évesen)    |      | Wiener SC         |
| 4    | V     | Morten Olsen         | 1949. augusztus 14. (38 évesen)  |      | Köln              |
| 5    | V     | Ivan Nielsen         | 1956. október 9. (31 évesen)     |      | PSV               |
| 6    | KP    | Søren Lerby          | 1958. február 1. (30 évesen)     |      | PSV               |
| 7    | KP    | John Helt            | 1959. december 29. (28 évesen)   |      | Lyngby            |
| 8    | KP    | Per Frimann          | 1962. június 4. (26 évesen)      |      | Aarhus            |
| 9    | KP    | Jan Heintze          | 1963. augusztus 17. (24 évesen)  |      | PSV               |
| 10   | CS    | Preben Elkjær Larsen | 1957. szeptember 11. (30 évesen) |      | Hellas Verona     |
| 11   | CS    | Michael Laudrup      | 1964. június 15. (23 évesen)     |      | Juventus          |
| 12   | V     | Lars Olsen           | 1961. február 2. (27 évesen)     |      | Brøndby           |
| 13   | KP    | John Jensen          | 1965. május 3. (23 évesen)       |      | Brøndby           |
| 14   | CS    | Jesper Olsen         | 1961. március 20. (27 évesen)    |      | Manchester United |
| 15   | CS    | Flemming Povlsen     | 1966. december 3. (21 évesen)    |      | Köln              |
| 16   | K     | Peter Schmeichel     | 1963. november 18. (24 évesen)   |      | Brøndby           |
| 17   | CS    | Klaus Berggreen      | 1958. február 3. (30 évesen)     |      | Torino            |
| 18   | CS    | John Eriksen         | 1957. november 20. (30 évesen)   |      | Servette          |
| 19   | V     | Bjørn Kristensen     | 1963. október 10. (24 évesen)    |      | Aarhus            |
| 20   | CS    | Kim Vilfort          | 1962. november 15. (25 évesen)   |      | Brøndby           |

## B csoport

### Szovjetunió
Szövetségi kapitány: Valerij Lobanovszkij
| Szám | Poszt | Név                     | Születési dátum (Kor)            | Vál. | Klub                     |
| ---- | ----- | ----------------------- | -------------------------------- | ---- | ------------------------ |
| 1    | K     | Rinat Daszajev          | 1957. június 13. (30 évesen)     | 77   | Szpartak Moszkva         |
| 2    | V     | Volodimir Bezszonov     | 1958. március 5. (30 évesen)     | 67   | Dinamo Kijiv             |
| 3    | V     | Vagiz Higyijatullin     | 1959. március 3. (29 évesen)     | 42   | Szpartak Moszkva         |
| 4    | V     | Oleh Kuznyecov          | 1963. március 22. (25 évesen)    | 26   | Dinamo Kijiv             |
| 5    | V     | Anatolij Demjanenko     | 1959. február 19. (29 évesen)    | 65   | Dinamo Kijiv             |
| 6    | KP    | Rácz László             | 1961. április 25. (27 évesen)    | 23   | Dinamo Kijiv             |
| 7    | CS    | Szjarhej Alejnyikav     | 1961. november 7. (26 évesen)    | 41   | Dinama Minszk            |
| 8    | KP    | Hennagyij Litovcsenko   | 1963. szeptember 11. (24 évesen) | 32   | Dinamo Kijiv             |
| 9    | KP    | Alekszandr Zavarov      | 1961. április 26. (27 évesen)    | 23   | Dinamo Kijiv             |
| 10   | CS    | Oleg Protaszov          | 1964. február 4. (24 évesen)     | 35   | Dinamo Kijiv             |
| 11   | CS    | Ihor Bjelanov           | 1960. szeptember 25. (27 évesen) | 22   | Dinamo Kijiv             |
| 12   | V     | Ivan Visnevszkij        | 1957. február 21. (31 évesen)    | 6    | Dnyipro Dnyipropetrovszk |
| 13   | V     | Tengiz Szulakvelidze    | 1956. július 23. (31 évesen)     | 47   | Dinamo Tbiliszi          |
| 14   | V     | Viačeslavas Sukristovas | 1961. január 1. (27 évesen)      | 3    | Žalgiris Vilnius         |
| 15   | CS    | Olekszij Mihajlicsenko  | 1963. március 30. (25 évesen)    | 7    | Dinamo Kijiv             |
| 16   | K     | Viktor Csanov           | 1959. július 21. (28 évesen)     | 7    | Dinamo Kijiv             |
| 17   | CS    | Szergej Dmitrijev       | 1964. március 19. (24 évesen)    | 6    | Zenyit Leningrád         |
| 18   | KP    | Szjarhej Hocmanav       | 1959. március 27. (29 évesen)    | 25   | Dinama Minszk            |
| 19   | V     | Szerhij Baltacsa        | 1958. február 17. (30 évesen)    | 44   | Dinamo Kijiv             |
| 20   | KP    | Viktor Paszulko         | 1961. január 1. (27 évesen)      | 6    | Szpartak Moszkva         |

### Hollandia
Szövetségi kapitány: Rinus Michels
| Szám | Poszt | Név                | Születési dátum (Kor)            | Vál. | Klub            |
| ---- | ----- | ------------------ | -------------------------------- | ---- | --------------- |
| 1    | K     | Hans van Breukelen | 1956. október 4. (31 évesen)     |      | PSV             |
| 2    | V     | Adri van Tiggelen  | 1957. június 16. (30 évesen)     |      | Anderlecht      |
| 3    | V     | Sjaak Troost       | 1959. augusztus 28. (28 évesen)  |      | Feyenoord       |
| 4    | V     | Ronald Koeman      | 1963. március 21. (25 évesen)    |      | PSV             |
| 5    | KP    | Aron Winter        | 1967. március 1. (21 évesen)     |      | Ajax            |
| 6    | V     | Berry van Aerle    | 1963. december 8. (24 évesen)    |      | PSV             |
| 7    | KP    | Gerald Vanenburg   | 1964. március 5. (24 évesen)     |      | PSV             |
| 8    | KP    | Arnold Mühren      | 1951. május 2. (37 évesen)       |      | Ajax            |
| 9    | CS    | John Bosman        | 1965. február 1. (23 évesen)     |      | Ajax            |
| 10   | KP    | Ruud Gullit        | 1962. szeptember 1. (25 évesen)  |      | Milan           |
| 11   | KP    | John van ’t Schip  | 1963. december 30. (24 évesen)   |      | Ajax            |
| 12   | CS    | Marco van Basten   | 1964. október 31. (23 évesen)    |      | Milan           |
| 13   | KP    | Erwin Koeman       | 1961. szeptember 20. (26 évesen) |      | KV Mechelen     |
| 14   | CS    | Wim Kieft          | 1962. november 12. (25 évesen)   |      | PSV             |
| 15   | V     | Wim Koevermans     | 1960. június 28. (27 évesen)     |      | Fortuna Sittard |
| 16   | K     | Joop Hiele         | 1958. december 25. (29 évesen)   |      | Feyenoord       |
| 17   | KP    | Frank Rijkaard     | 1962. szeptember 30. (25 évesen) |      | Zaragoza        |
| 18   | V     | Wilbert Suvrijn    | 1962. október 26. (25 évesen)    |      | Roda JC         |
| 19   | KP    | Hendrie Krüzen     | 1964. november 24. (23 évesen)   |      | Den Bosch       |
| 20   | KP    | Jan Wouters        | 1960. július 17. (27 évesen)     |      | Ajax            |

### Írország
Szövetségi kapitány: Jack Charlton
| Szám | Poszt | Név             | Születési dátum (Kor)            | Vál. | Klub                |
| ---- | ----- | --------------- | -------------------------------- | ---- | ------------------- |
| 1    | K     | Packie Bonner   | 1960. május 24. (28 évesen)      |      | Celtic              |
| 2    | V     | Chris Morris    | 1963. december 24. (24 évesen)   |      | Celtic              |
| 3    | V     | Chris Hughton   | 1958. december 11. (29 évesen)   |      | Tottenham Hotspur   |
| 4    | V     | Mick McCarthy   | 1959. február 7. (29 évesen)     |      | Celtic              |
| 5    | V     | Kevin Moran     | 1956. április 29. (32 évesen)    |      | Manchester United   |
| 6    | KP    | Ronnie Whelan   | 1961. szeptember 25. (26 évesen) |      | Liverpool           |
| 7    | KP    | Paul McGrath    | 1959. december 4. (28 évesen)    |      | Manchester United   |
| 8    | KP    | Ray Houghton    | 1962. január 9. (26 évesen)      |      | Liverpool           |
| 9    | CS    | John Aldridge   | 1958. szeptember 18. (29 évesen) |      | Liverpool           |
| 10   | CS    | Frank Stapleton | 1956. július 10. (31 évesen)     |      | Derby County        |
| 11   | KP    | Tony Galvin     | 1956. július 12. (31 évesen)     |      | Sheffield Wednesday |
| 12   | CS    | Tony Cascarino  | 1962. szeptember 1. (25 évesen)  |      | Millwall            |
| 13   | KP    | Liam O’Brien    | 1964. szeptember 5. (23 évesen)  |      | Manchester United   |
| 14   | CS    | David Kelly     | 1965. november 25. (22 évesen)   |      | Walsall             |
| 15   | KP    | Kevin Sheedy    | 1959. október 21. (28 évesen)    |      | Everton             |
| 16   | K     | Gerry Peyton    | 1956. május 20. (32 évesen)      |      | Bournemouth         |
| 17   | CS    | John Byrne      | 1961. február 1. (27 évesen)     |      | Le Havre            |
| 18   | CS    | John Sheridan   | 1964. október 1. (23 évesen)     |      | Leeds United        |
| 19   | V     | John Anderson   | 1959. október 7. (28 évesen)     |      | Newcastle United    |
| 20   | CS    | Niall Quinn     | 1966. október 6. (21 évesen)     |      | Arsenal             |

### Anglia
Szövetségi kapitány: Bobby Robson
| Szám | Poszt | Név             | Születési dátum (Kor)            | Vál. | Klub              |
| ---- | ----- | --------------- | -------------------------------- | ---- | ----------------- |
| 1    | K     | Peter Shilton   | 1949. szeptember 18. (38 évesen) | 98   | Derby County      |
| 2    | V     | Gary Stevens    | 1963. március 27. (25 évesen)    | 23   | Everton           |
| 3    | V     | Kenny Sansom    | 1958. szeptember 26. (29 évesen) | 83   | Arsenal           |
| 4    | KP    | Neil Webb       | 1963. július 30. (24 évesen)     | 7    | Nottingham Forest |
| 5    | V     | Dave Watson     | 1961. november 20. (26 évesen)   | 11   | Everton           |
| 6    | V     | Tony Adams      | 1966. október 10. (21 évesen)    | 11   | Arsenal           |
| 7    | KP    | Bryan Robson    | 1957. január 11. (31 évesen)     | 66   | Manchester United |
| 8    | KP    | Trevor Steven   | 1963. szeptember 21. (24 évesen) | 23   | Everton           |
| 9    | CS    | Peter Beardsley | 1961. január 18. (27 évesen)     | 24   | Liverpool         |
| 10   | CS    | Gary Lineker    | 1960. november 30. (27 évesen)   | 32   | Barcelona         |
| 11   | KP    | John Barnes     | 1963. november 7. (24 évesen)    | 39   | Liverpool         |
| 12   | KP    | Chris Waddle    | 1960. december 14. (27 évesen)   | 34   | Tottenham Hotspur |
| 13   | K     | Chris Woods     | 1959. november 14. (28 évesen)   | 12   | Rangers           |
| 14   | V     | Viv Anderson    | 1956. július 29. (31 évesen)     | 30   | Manchester United |
| 15   | KP    | Steve McMahon   | 1961. augusztus 20. (26 évesen)  | 3    | Liverpool         |
| 16   | KP    | Peter Reid      | 1956. június 20. (31 évesen)     | 13   | Everton           |
| 17   | KP    | Glenn Hoddle    | 1957. november 27. (30 évesen)   | 50   | Monaco            |
| 18   | CS    | Mark Hateley    | 1961. november 7. (26 évesen)    | 28   | Monaco            |
| 19   | V     | Mark Wright     | 1963. augusztus 1. (24 évesen)   | 20   | Derby County      |
| 20   | V     | Tony Dorigo     | 1965. december 31. (22 évesen)   | 0    | Chelsea           |